# Dua Lipa

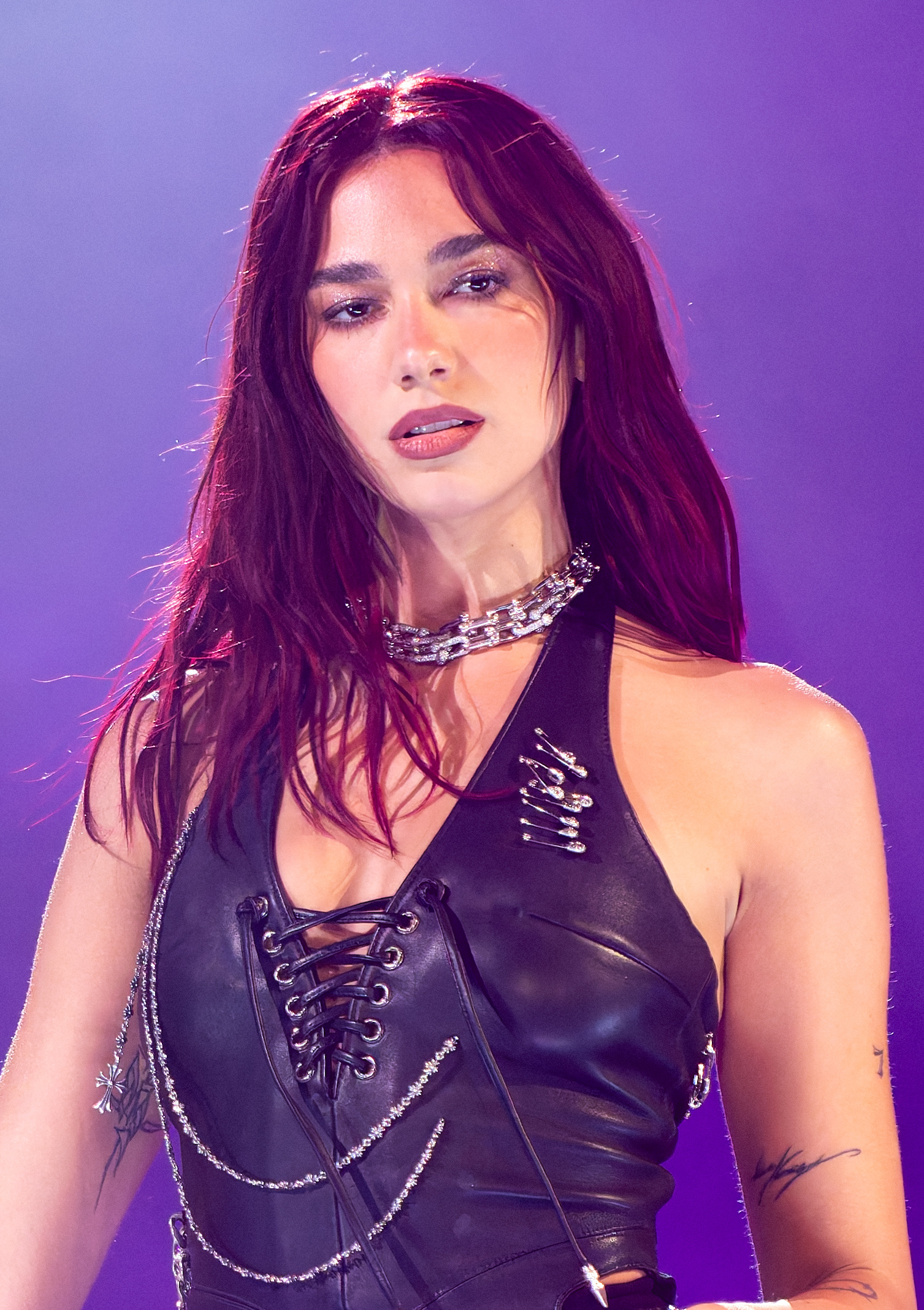
Dua Lipa, 2024

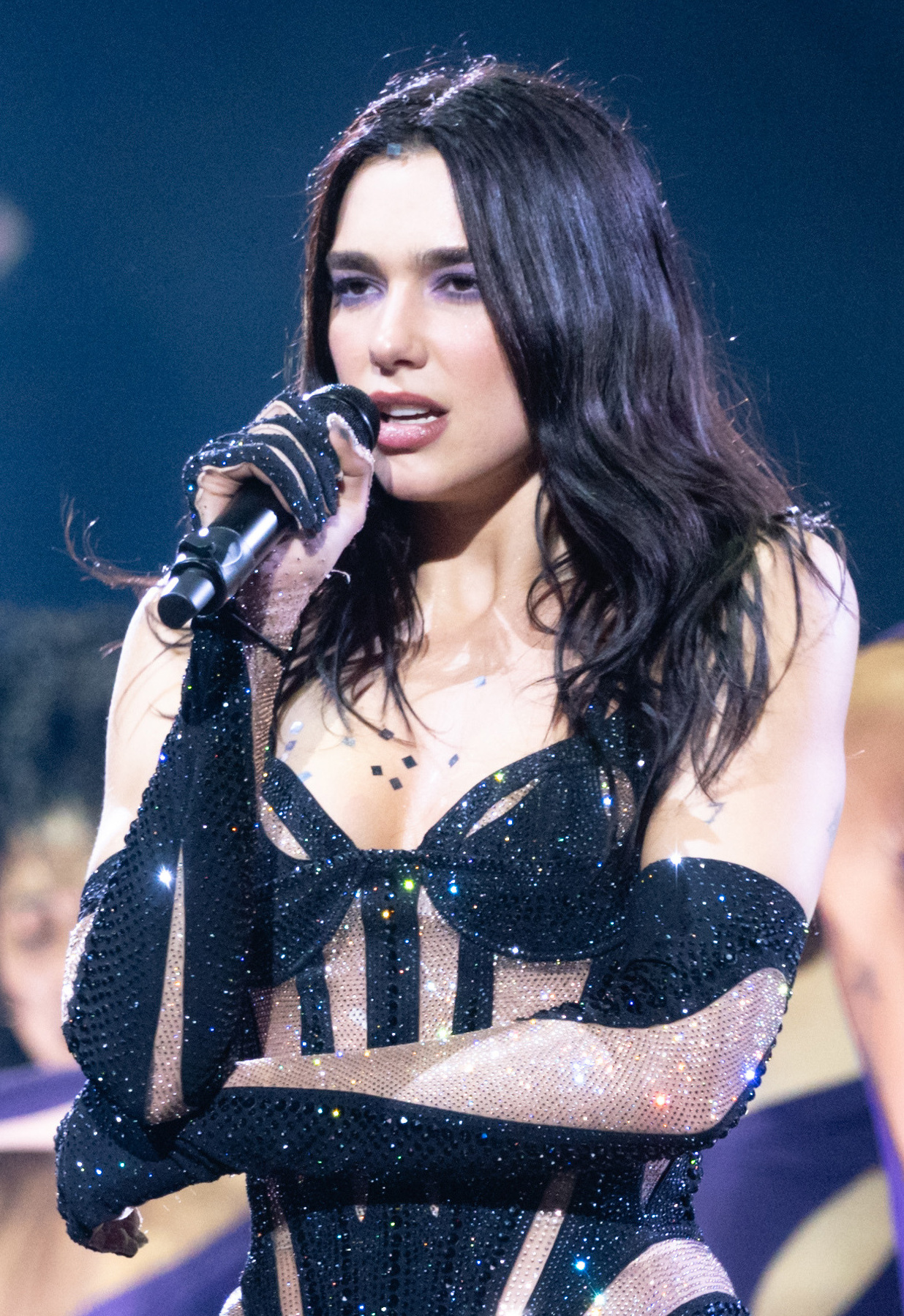
Dua Lipa, 2022

Dua Lipa (* 22. August 1995 in London) ist eine britisch-albanisch-kosovarische Sängerin und Songwriterin, die seit 2015 großen musikalischen Erfolg hat.

## Biografie

### Herkunft und Staatsangehörigkeit
Dua Lipa wurde 1995 in London geboren. Ihr Vater Dukagjin Lipa ist Kosovo-Albaner, ihre Mutter Anesa ist bosnisch-albanischer Abstammung. Als 1992 in Bosnien der Krieg begann und sich auch im Kosovo die Lage zuspitzte, flohen die Eltern nach London. Dua Lipas Großmutter hatte die Idee, sie Dua zu nennen, was auf Albanisch (ich) liebe bedeutet. Im Jahr 2022 bekam Dua Lipa durch Präsident Bajram Begaj die albanische Staatsbürgerschaft verliehen und 2025 durch Kosovos Präsidentin Vjosa Osmani auch die kosovarische.
Lipa besuchte die renommierte Sylvia Young Theatre School. Eine Zeit lang musste sie ihre Ausbildung dort unterbrechen, weil ihre Eltern 2008 aus beruflichen Gründen zurück in den Kosovo gingen, bevor sie mit 15 Jahren alleine nach London zurückkehrte. Sie arbeitete zunächst in Clubs und als Model.

### 2012–2016: Musikalische Anfänge und Durchbruch
Schließlich kam sie mit Marlon Roudette in Verbindung, der sie ermutigte, Demos aufzunehmen, die sie ab 2012 bei SoundCloud veröffentlichte. Die Manager von Lana Del Rey wurden auf sie aufmerksam und sie erhielt einen Plattenvertrag von Universal Music. Dieser ermöglichte ihr für ihr Debütalbum die Zusammenarbeit mit mehreren US-amerikanischen Produzenten wie Emile Haynie und Rodney Jerkins. Im Sommer 2015 erschien ihre erste Single New Love. Im Oktober folgte Be the One, mit der sie erstmals erfolgreich war. Neben Platz elf in den deutschen Singlecharts konnte sie in die Top 10 mehrerer Länder vorrücken.
In Zusammenarbeit mit dem jamaikanischen Rapper Sean Paul erschien im November 2016 der Song No Lie, von dem 1,5 Millionen Exemplare verkauft wurden. In England wurde Lipa zum Jahreswechsel in die BBC-Liste Sound of 2016 aufgenommen, die die erfolgversprechendsten Newcomer für das folgende Jahr prognostiziert.

### 2017: DebütalbumDua Lipa

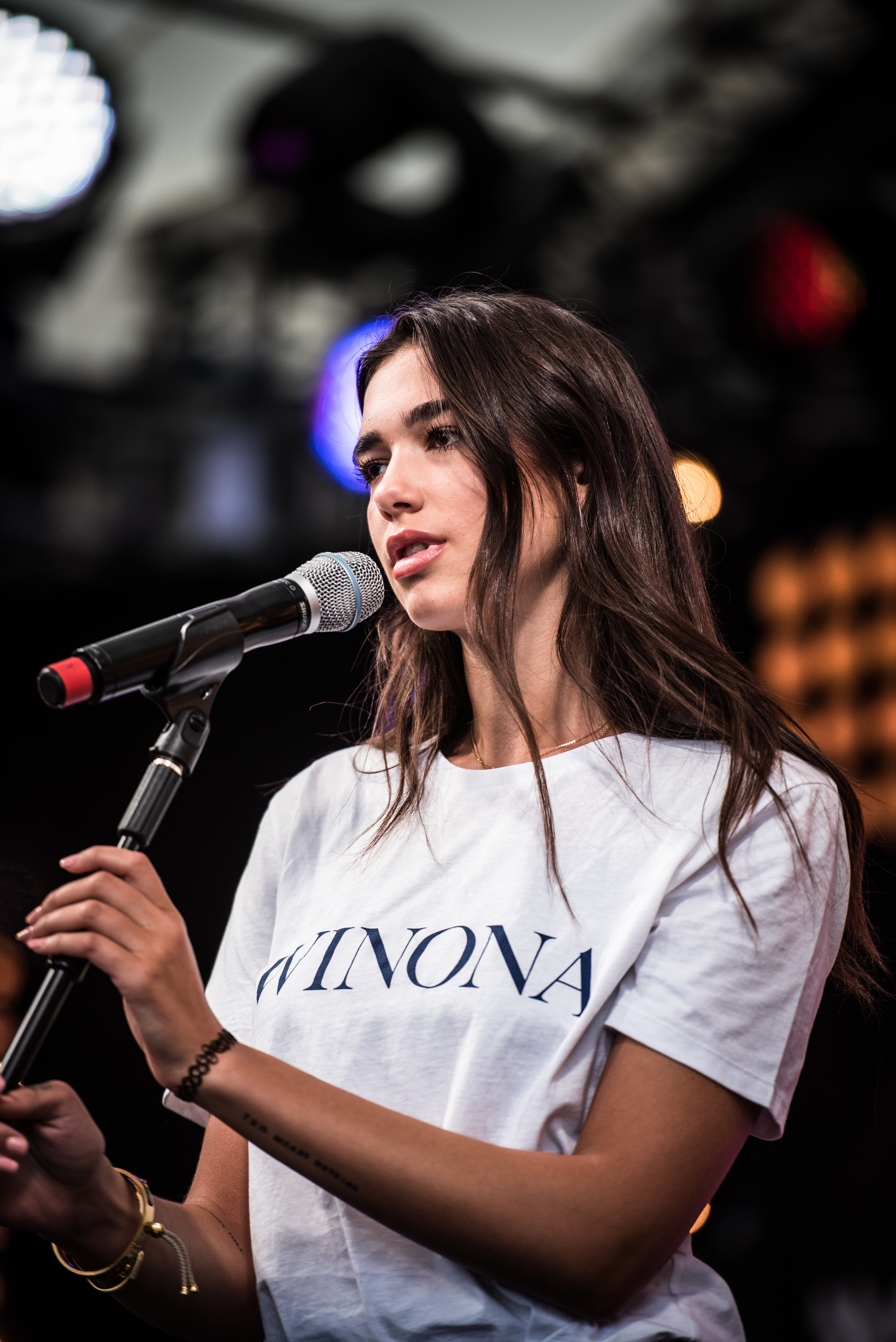
Dua Lipa (2016)

Die Lieder Hotter than Hell und Blow Your Mind (Mwah) folgten als dritte und vierte Vorab-Single-Auskopplungen ihres selbstbetitelten Debüt-Albums. Während Erstere an den Erfolg in den europäischen Ländern anschließen konnte, erlangte sie mit Blow Your Mind (Mwah) erstmals Aufmerksamkeit in Nord- und Südamerika, darunter auch eine Platzierung in den US-amerikanischen Single-Charts. Room for 2 und Thinking ’Bout You erschienen vorab als Promo-Singles.
Beim AVA-NYE-Festival in Myanmar stellte der niederländische DJ und Produzent Martin Garrix den von ihnen gemeinsam aufgenommenen Song Scared to Be Lonely vor, der im Januar 2017 als Single erschien. Das Lied ist eine Mischung aus Future-Bass und Lovetrap. In Deutschland, der Schweiz, den Niederlanden und den skandinavischen Ländern erreichte sie mit Scared to Be Lonely die Top-10 der Single-Charts.
Im April 2017 veröffentlichte sie das Stück Lost in Your Light, eine Zusammenarbeit mit dem US-amerikanischen Sänger Miguel als letzte Vorab-Single von ihrem kommenden Debütalbum. Das Lied wurde jedem kostenlos zur Verfügung gestellt, der das Album vorbestellte. In Großbritannien, Irland und Schottland erreichte das Lied die offiziellen Single-Charts. Ihr selbstbetiteltes Studioalbum wurde im Juni 2017 veröffentlicht. In über 25 Ländern erreichte es die Hitparade, darunter 11 Mal die Top-10. Mit über 16.000 verkauften Einheiten in der ersten Woche erreichte Dua Lipa auch Platz 5 der britischen Charts. An der Entstehung des Albums beteiligten sich unter anderem auch Chris Martin, Ilsey Juber, Emily Warren und MNEK. Ihre US- und Europa-Tour, die sie im Frühjahr 2017 startete, verlängerte sie um eine selbstbetitelte Tour, um das Album zu promoten.
Im Juni 2017 erschien die sechste Single aus ihrem Debütalbum. Mit New Rules konnte sie sich zum ersten Mal auf Rang eins der britischen Charts platzieren und landete in Deutschland mit dem Song ihren zweiten Top-10-Hit innerhalb eines Jahres und den ersten als Solokünstlerin. Des Weiteren rückte der Song in Belgien, Israel, den Niederlanden und drei weiteren Ländern bis an die Spitze der Single-Charts. Die Single verkaufte sich rund sieben Millionen Mal. Homesick wurde im Dezember 2017 als siebte offizielle Single veröffentlicht. Dabei handelt es sich um eine Zusammenarbeit mit dem britischen Musiker und Coldplay-Sänger Chris Martin.

### 2018:Dua Lipa (Complete Edition)

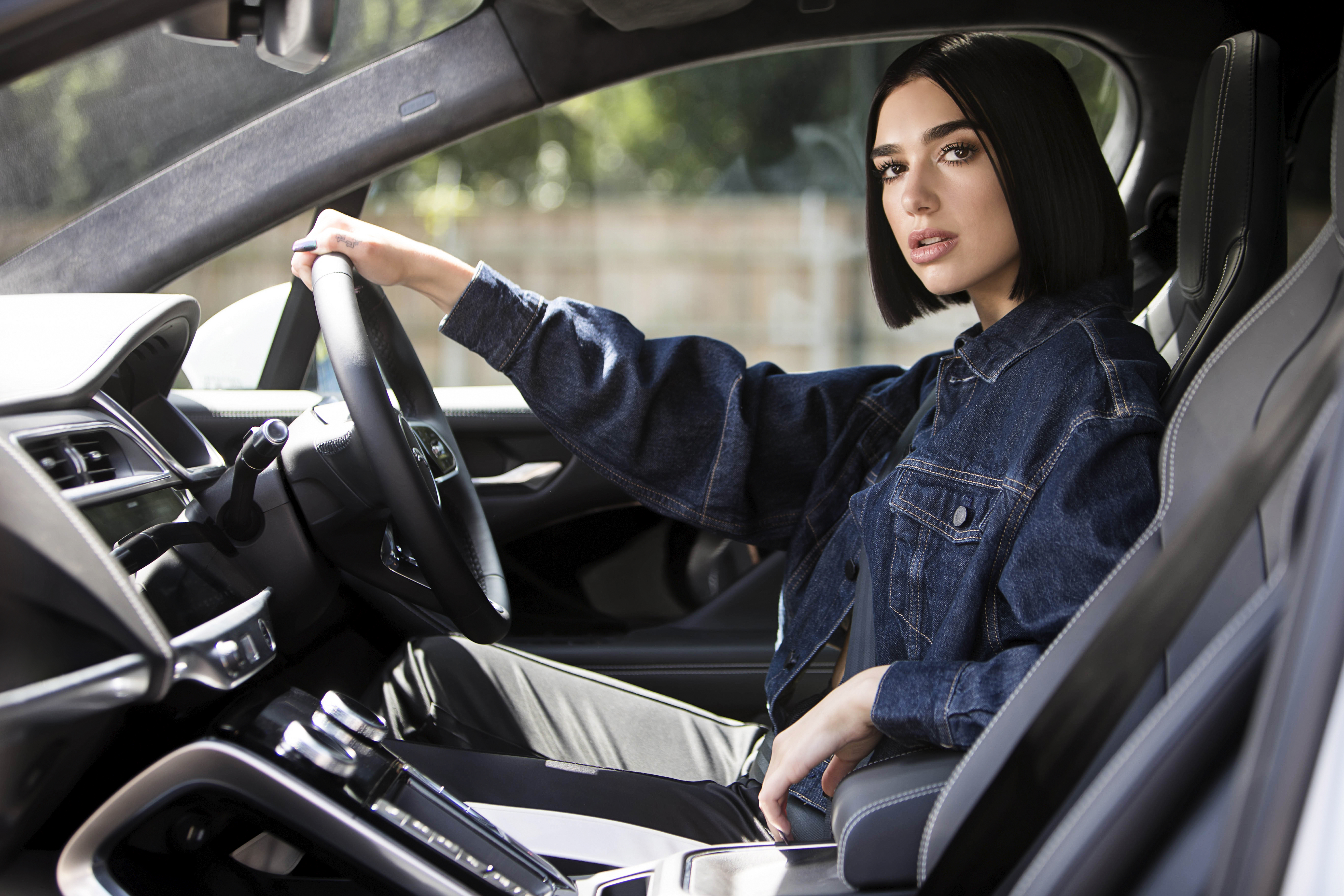
Dua Lipa (2018)

Als achte und letzte offizielle Auskopplung aus ihrem Debüt-Studioalbum veröffentlichte Lipa im Januar 2018 das Lied IDGAF. Der Song konnte mit über 20 Top-Ten-Platzierungen über eine Million Verkäufe zählen. Das Musikvideo wurde bei den MTV Video Music Awards 2018 für die beste Choreographie nominiert. In der BBC Radio 1 Live Lounge in Los Angeles sang Lipa den Song zusammen mit Charli XCX, Zara Larsson, Alma und MØ. Ebenfalls arbeitete sie mit dem EDM-Produzenten Whethan zusammen, wobei der Track High entstand, der im Februar 2018 im Zuge des US-amerikanischen Films Fifty Shades of Grey – Befreite Lust erschien.
Bei den Brit Awards 2018 wurde die Sängerin als beste Künstlerin sowie als „Breakthrough Act“ des Jahres ausgezeichnet. Im April 2018 veröffentlichte sie die Single One Kiss, eine Kollaboration mit dem schottischen DJ und Produzenten Calvin Harris. In 21 Ländern erreichte der Song die Spitze der offiziellen Singlecharts und brach in Großbritannien gleichzeitig den bisherigen Rekord des am längsten auf Platz eins stehenden Songs einer Sängerin in diesem Jahrzehnt. Im Mai 2018 gab sie bekannt, dass ihr zweites Studioalbum stark von Acts wie Prince und OutKast beeinflusst sein würde. Auch Songwriter MNEK, der zuvor an ihrer Single IDGAF beteiligt war, würde zurückkehren. Mark Ronson bestätigte eine Kollaboration der beiden gemeinsam mit dem Musiker Diplo. Dabei entstand der Track Electricity, der als erste Single des neuen Projekts Silk City zwischen Pentz und Ronson im September 2018 veröffentlicht wurde. Ebenfalls 2018 wurde ihr von Bürgermeister Shpend Ahmeti der Schlüssel der kosovarischen Hauptstadt Pristina überreicht, wo sie als Headlinerin des gemeinsam mit ihrem Vater organisierten Sunny Hill Festivals aufgetreten war. Des Weiteren war Lipa Teil des Line-ups der 13. Ausgabe des Tomorrowland-Festivals.
Im selben Jahr wurde sie als Testimonial für das Elektroauto I-Pace der britischen Automarke Jaguar vorgestellt. Im Zuge der Kampagne veröffentlichte sie das Lied Want To und forderte auf der Jaguar-Website auf, einen eigenen Remix des Songs zu erstellen. Kurz nach Bekanntgabe der Zusammenarbeit stellten sie den Weltrekord für den am meisten geremixten Song aller Zeiten auf. Im Oktober 2018 veröffentlichte sie eine Deluxe Edition ihres Debütalbums Dua Lipa mit dem Titelzusatz „Complete Edition“, die die seit der letzten Single-Auskopplung IDGAF veröffentlichten Lieder enthält. Mit enthalten war auch der Song Kiss and Make Up, der in Zusammenarbeit mit der südkoreanische Girlgroup Blackpink entstand. Im November 2018 erhielt sie einen Bambi in der Kategorie „Musik International“. Parallel trat sie als Gastmusikerin für das Lied If Only des italienischen Musikers Andrea Bocelli in Erscheinung. Dieses war Teil seines sechzehnten Studioalbum Sì. Im Dezember 2018 wurde sie für den Grammy nominiert: als beste neue Künstlerin und für die beste Tanzaufnahme in Electricity.

### 2019–2022:Future Nostalgia
Im Januar 2019 veröffentlichte sie das Stück Swan Song, das Teil des Soundtracks des Cyberpunk-Actionfilmes Alita: Battle Angel aus dem Jahr 2019 ist. Im Februar wurde sie in der Kategorie „bester neuer Künstler“ mit einem Grammy ausgezeichnet. Im August gab sie in Zusammenarbeit mit der Modemarke Yves Saint Laurent den Launch des Parfums Libre bekannt.

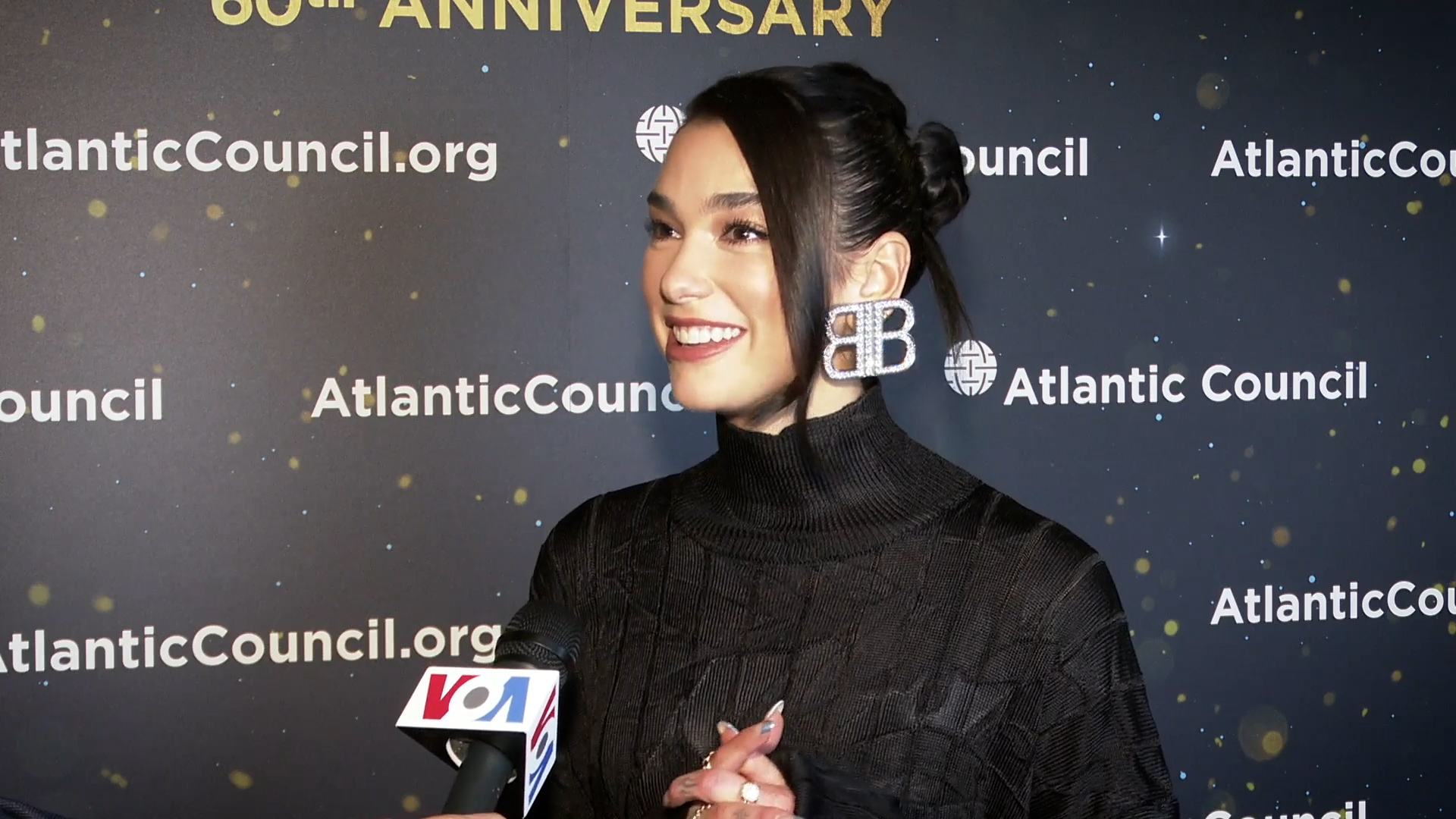
Dua Lipa (2021)

Im November 2019 veröffentlichte sie das Lied Don’t Start Now als erste Singleauskopplung ihres zweiten Studioalbums Future Nostalgia. Am Songwriting war Emily Warren beteiligt, mit der sie schon mehrfach zusammengearbeitet hatte. In Deutschland wurde der Song ihr fünfter Top-10-Erfolg und in vier Ländern erreichte er die Spitze der Singlecharts. Die zweite Single Physical erschien im Januar 2020. Das Stück erreichte die Top-20 in den meisten europäischen Ländern und erhielt in den USA eine goldene Schallplatte. Die dritte Single Break My Heart erschien im März 2020. Wie auch die ersten beiden Singles erreichte Break My Heart die Top-10 in Großbritannien. In Deutschland schaffte es das Lied bis auf Platz 26 der Single-Charts. Ebenfalls im März 2020 erschien das Album Future Nostalgia, das Lipas Premiere an der Spitze der Charts in Großbritannien wurde. Außerdem schaffte es das Album in den Top-4 der Billboard 200 und wurde somit ihr erstes Top-10-Album in den Vereinigten Staaten.
Future Nostalgia erreichte die Top-10 der Hitparade in über 30 Ländern, wovon es in neun Ländern die Spitze der Charts erreichte. Im Dezember 2020 wurde das Album in den USA mit Gold ausgezeichnet. Hallucinate wurde im Juli 2020 zur vierten Single des Albums; sie wurde in Großbritannien mit der silbernen Schallplatte ausgezeichnet. Im August 2020 erschien Levitating (The Blessed Madonna Remix) als erste Single aus dem Remix-Album Club Future Nostalgia. Es erreichte die Top-40 der Billboard 200. Der zweite Remix zu Levitating mit dem Rapper DaBaby erschien im Oktober 2020. Im Februar 2021 erreichte die Single Platin in den Vereinigten Staaten. Die französische Version von Future Nostalgia erschien im November 2020. Im März 2021 erhielt sie für das Album bei den Grammy Awards 2021 eine Auszeichnung in der Kategorie Best Pop Vocal Album.
Im November 2022 erhielt Lipa von Staatspräsident Bajram Begaj die albanische Staatsbürgerschaft.

### Seit 2023: Schauspieldebüt undRadical Optimism
Im Mai 2023 kündigte Dua Lipa durch ein Instagram-Reel das Lied Dance The Night für den im Sommer 2023 erscheinenden Barbie-Film an. Dance The Night wurde am 26. Mai 2023 veröffentlicht und war sowohl als Song of the Year bei den Grammy Awards 2024, als auch als Best Original Song bei den Golden Globe Awards 2024 nominiert. Im Barbie-Film hatte Dua Lipa als Meerjungfrau-Barbie ihr Schauspieldebüt.
Im Frühling des Jahres 2023 wurde bekannt, dass Dua Lipa zusammen mit Donatella Versace eine Modekollektion namens La Vacanza designt. Die Kollektion wurde am 23. Mai 2023 bei einer Modenschau in Cannes präsentiert. Im November 2023 erwarb Dua Lipa die vollständigen Verlagsrechte ihres gesamten Musikkataloges von TAP Music Publishing. Mit dem Erwerb des Musikkataloges ist Dua Lipa im alleinigen Besitz all ihrer Songs sowie derer Veröffentlichungsrechten.
Nach Veröffentlichung der Singles Houdini im November 2023 und Training Season im Februar 2024, kündigte Dua Lipa am 14. März 2024 ihr drittes Studioalbum Radical Optimism an, welches am 3. Mai 2024 erschienen ist. Vier Tage später wurden Termine für eine kurze Europa-Tour im Juni 2024 mit Tourauftakt in der Berliner Waldbühne veröffentlicht. Folgend sind ein weiterer Termin im Amphitheater Pula in Kroatien und zwei Termine im Amphitheater von Nîmes in Frankreich geplant. Zusätzlich kündigte sie für Oktober 2024 einen Auftritt in der Royal Albert Hall in London an. Das Video zur Single Illusion wurde im Piscina Municipal de Montjuïc in Barcelona realisiert.
Nach den vereinzelten Konzerten zum neuen Album findet von November 2024 bis Oktober 2025 die Radical Optimism Tour mit Konzerten in Asien, Australien, Europa und Amerika statt.

### Privates
Dua Lipa war mit Unterbrechungen ab 2014 bis zur endgültigen Trennung 2019 mit Isaac Carew, anschließend zwei Jahre mit Anwar Hadid, dem Bruder von Gigi Hadid, liiert. Bei den internationalen Filmfestspielen in Cannes 2023 trat sie erstmals öffentlich mit ihrem damaligem Lebensgefährten Romain Gavras auf. Das Paar trennte sich Ende 2023. Ende 2024 verlobte sich Dua Lipa mit dem britischen Filmschauspieler Callum Turner, mit dem sie seit Anfang desselben Jahres liiert ist.

## Musikstil und Arbeitsweise
Dua Lipas Musikstil lässt sich überwiegend in den Bereich der Popmusik einordnen. Neben ihrer eigenen Beschreibung als „Dark-Pop“-Sängerin werden häufig die Genres Dance-Pop, Synthiepop, R&B, Dream-Pop und Alternative Pop mit der Sängerin assoziiert. Sie ist auch für ihre „ausgeprägte, heisere, tiefe Tonlage“ und ihren „seelenvollen“ Ton bekannt. Nach eigener Aussage beginnt sie ihre Arbeiten an einem Lied grundsätzlich mit einem von ihr selbst entwickelten Konzept und der Entwicklung des Songs von Seiten ihrer Co-Autoren. Sie zählt Nelly Furtado, Pink, Kendrick Lamar, Madonna und Chance the Rapper zu ihren größten musikalischen Einflüssen.

## Ansichten und Engagement

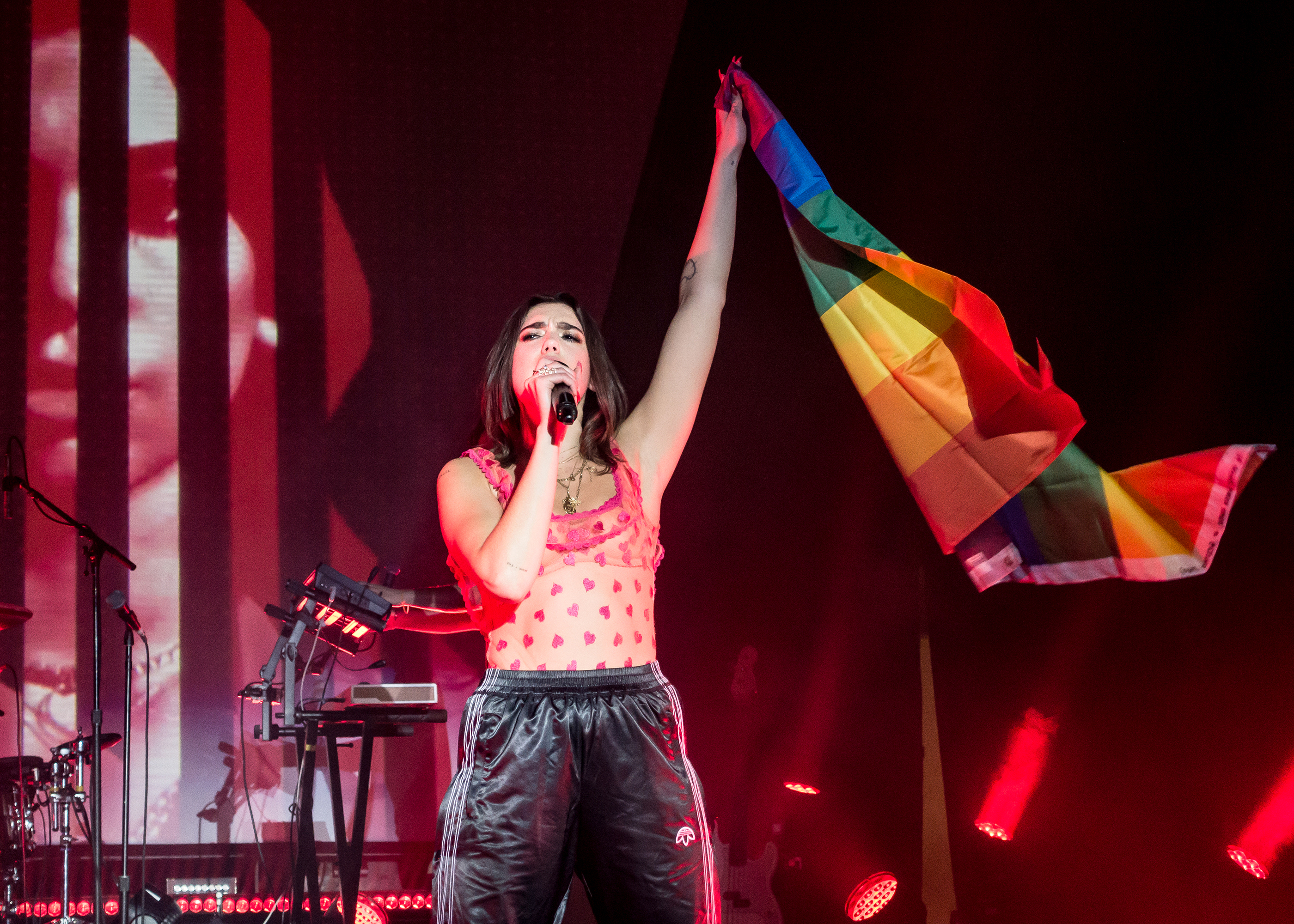
Dua Lipa schwenkt während eines Auftritts 2018 die Regenbogenflagge

Dua Lipa setzt sich intensiv für den Feminismus ein. Sie sagte, dass es nach ihrer Auffassung des Feminismus nicht um Hass, Verachtung oder Vorurteile gegen Männern oder Jungen gehe, sondern darum, gleiche Chancen zu fordern.

## Diskografie
Studioalben

| Jahr | Titel Musiklabel                    | Höchstplatzierung, Gesamtwochen, AuszeichnungChartplatzierungen (Jahr, Titel, Musiklabel, Platzierungen, Wochen, Auszeichnungen, Anmerkungen) | Höchstplatzierung, Gesamtwochen, AuszeichnungChartplatzierungen (Jahr, Titel, Musiklabel, Platzierungen, Wochen, Auszeichnungen, Anmerkungen) | Höchstplatzierung, Gesamtwochen, AuszeichnungChartplatzierungen (Jahr, Titel, Musiklabel, Platzierungen, Wochen, Auszeichnungen, Anmerkungen) | Höchstplatzierung, Gesamtwochen, AuszeichnungChartplatzierungen (Jahr, Titel, Musiklabel, Platzierungen, Wochen, Auszeichnungen, Anmerkungen) | Höchstplatzierung, Gesamtwochen, AuszeichnungChartplatzierungen (Jahr, Titel, Musiklabel, Platzierungen, Wochen, Auszeichnungen, Anmerkungen) | Anmerkungen                                               |
| Jahr | Titel Musiklabel                    | DE | AT | CH | UK | US | Anmerkungen                                               |
| ---- | ----------------------------------- | --- | --- | --- | --- | --- | --------------------------------------------------------- |
| 2017 | Dua Lipa Warner Music (WMG)         | DE22 Gold · (5 Wo.)DE | AT36 Platin · (3 Wo.)AT | CH11 (10 Wo.)CH | UK3 ×3Dreifachplatin · (… Wo.)UK | US27 Platin · (97 Wo.)US | Erstveröffentlichung: 2. Juni 2017 Verkäufe: + 3.220.000  |
| 2020 | Future Nostalgia Warner Music (WMG) | DE4 Gold · (144 Wo.)DE | AT2 ×2Doppelplatin · (159 Wo.)AT | CH4 (… Wo.)CH | UK1 ×2Doppelplatin · (224 Wo.)UK | US3 Platin · (255 Wo.)US | Erstveröffentlichung: 27. März 2020 Verkäufe: + 4.270.000 |
| 2024 | Radical Optimism Warner Music (WMG) | DE3 (17 Wo.)DE | AT1 (12 Wo.)AT | CH2 (11 Wo.)CH | UK1 Gold · (20 Wo.)UK | US2 (15 Wo.)US | Erstveröffentlichung: 3. Mai 2024 Verkäufe: + 372.500     |

## Tourneen
Hauptprogramm
- Hotter Than Hell Tour (2016)
- The Self-Titled Tour (2017–2018)
- Future Nostalgia Tour (2022)
- Radical Optimism Tour (2024–2025)

Vorprogramm
- Troye Sivan – Suburbia Tour (2016)
- Bruno Mars – 24K Magic World Tour (2017–2018)
- Coldplay – A Head Full of Dreams Tour (2017)

## Filmografie
| Jahr | Titel                    | Rolle                          | Anmerkungen                  |
| ---- | ------------------------ | ------------------------------ | ---------------------------- |
| 2004 | Familja Moderne          | Roberts Freundin               | Gastauftritt                 |
| 2017 | Sounds Like Friday Night | Sie selbst (Co-Veranstalterin) | Staffel 1, Folge 6           |
| 2018 | Saturday Night Live      | Sie selbst (Musikgast)         | Staffel 43, Folge 13         |
| 2018 | The Voice of Germany     | Sie selbst / Beraterin         | Staffel 8; Team Mark Forster |
| 2023 | Barbie                   | Meerjungfrau-Barbie            |                              |
| 2024 | Argylle                  | Lagrange                       |                              |

## Auszeichnungen (Auswahl)
Grammy Awards
- 2019: „Bester neuer Künstler“
- 2019: „Beste Dance-Aufnahme“ (Electricity)
- 2021: „Bestes Gesangsalbum – Pop“ (Future Nostalgia)